# Episodi di Spartacus (seconda stagione)
La seconda stagione della serie televisiva Spartacus, intitolata Spartacus - La vendetta (Spartacus: Vengeance), composta da dieci episodi, è stata trasmessa dal canale statunitense via cavo Starz dal 27 gennaio al 30 marzo 2012.
In Italia, la stagione è andata in onda sul canale satellitare Sky Uno dal 16 maggio al 18 luglio 2012 nella sua versione censurata, e dal 17 maggio al 19 luglio 2012 nella versione integrale senza censure.
In chiaro è stata trasmessa su Cielo dal 7 febbraio all'11 aprile 2013.
Gli antagonisti principali sono: Gaio Claudio Glabro, Ilithya, Lucrezia e la Repubblica Romana.
| nº | Titolo originale      | Titolo italiano     | Prima TV USA     | Prima TV Italia |
| -- | --------------------- | ------------------- | ---------------- | --------------- |
| 1  | Fugitivus             | In fuga             | 27 gennaio 2012  | 16 maggio 2012  |
| 2  | A Place in This World | Sacrificio agli dei | 3 febbraio 2012  | 23 maggio 2012  |
| 3  | The Greater Good      | Il bene più alto    | 10 febbraio 2012 | 30 maggio 2012  |
| 4  | Empty Hands           | A mani vuote        | 17 febbraio 2012 | 6 giugno 2012   |
| 5  | Libertus              | Libertus            | 24 febbraio 2012 | 13 giugno 2012  |
| 6  | Chosen Path           | Libertà di scelta   | 2 marzo 2012     | 20 giugno 2012  |
| 7  | Sacramentum           | La decisione        | 9 marzo 2012     | 27 giugno 2012  |
| 8  | Balance               | La resa dei conti   | 16 marzo 2012    | 4 luglio 2012   |
| 9  | Monsters              | Mostri              | 23 marzo 2012    | 11 luglio 2012  |
| 10 | Wrath of the Gods     | L'ira degli dei     | 30 marzo 2012    | 18 luglio 2012  |

## In fuga
- Titolo originale: Fugitivus
- Diretto da: Michael Hurst
- Scritto da: Steven S. DeKnight

### Trama
Sono passate sei settimane dagli eventi occorsi alla casa di Batiato. Spartacus con i suoi gladiatori, e tutti gli schiavi aggiuntisi alla sua causa, continua a creare scompiglio nelle campagne intorno alla città di Capua, sconfiggendo tutti i mercenari assoldati dal giovane Sepius, cugino del magistrato Sesto - morto nel massacro di Spartacus - anche se cominciano a emergere i primi problemi legati alla convivenza e alla forte personalità di Spartacus, Crisso e Agron, visti come punti di riferimento da tutti i rivoltosi ma guidati da sentimenti diversi.
Glabro è entrato a Roma con la carica di pretore, ma nonostante le sue mire puntino ad altri e più alti traguardi, il senato romano gli impone di tornare a Capua con i suoi soldati per risolvere i problemi legati allo schiavo da lui condotto in suolo romano e rimettere ordine nella repubblica. Torna così a Capua, obbligando sua moglie Ilithyia a seguirlo. Giunti a Capua, prendono possesso della vecchia villa di Batiato, per la sua posizione strategica in città. Tra le rovine della casa, trovano, con loro stupore, Lucrezia, moglie di Batiato, sopravvissuta miracolosamente al massacro.
Crisso è sempre accecato dal desiderio di trovare Naevia e, dopo aver assaltato un bordello famoso, riesce a sapere da un contrabbandiere dove è stata spostata Naevia e che il senato ha mandato Glabro e le sue guardie. Spartacus è combattuto se seguire il gallo a sud e provare a ripiegare oppure perseguire subito la sua vendetta; Mira prova a farlo ragionare. Enomao, sempre più perduto, dopo aver visto crollare gli ideali serviti fedelmente per anni, avverte i fuggitivi che Glabro è arrivato e terrà un discorso. Spartacus vi partecipa e perde le staffe quando vede che i romani hanno catturato Aurelia, che egli aveva mandato via per ricongiungerla al figlio di Varro, e comincia a duellare con i romani, ferendo Glabro.
Dopo essere stato soccorso dagli altri, riescono a fuggire e trarre in salvo Aurelia, che, comunque, morirà per le ferite subite. Spartacus, dopo essersi scontrato a muso duro con Mira e Crisso, decide di appoggiare i piani del gallo.
- Ascolti USA: telespettatori 1.391.000 – rating 18-49 anni 0,6%[2]

## Sacrificio agli dei
- Titolo originale: A Place in This World
- Diretto da: Jesse Warn
- Scritto da: Brent Fletcher

### Trama
Spartacus e i fuggitivi proseguono verso sud alla ricerca di Naevia. Giunti alla prima villa, dopo aver ucciso tutte le guardie, Crisso, torchiando il signore della casa, ottiene conferma del passaggio dell'amata. Spartacus decide di assoldare gli schiavi liberati e di addestrarli alle arti gladiatorie, nonostante uno di questi, Nasir, attenti alla sua vita; questa decisione continua a provocargli dissidi con Crisso e Agron e la convivenza di tutti viene sempre più messa alla prova.
Ilithyia è sempre tormentata - ma al tempo stesso compiaciuta - dal ricordo della notte di passione vissuta con Spartacus, durante l'orgia alla villa di Batiato; tutto in quella casa le ricorda quegli eventi. Glabro prova ad accordarsi col giovane Sepius, per reclutare anche i suoi uomini alla sua causa, ma il giovane si rifiuta e affronta a muso duro il pretore, accusandolo di non meritare i titoli ottenuti per parentela. Decide così di sfruttare la popolarità di Lucrezia e della sua affinità col divino, in seguito alla benevolenza mostratale dagli dei; costringe così la moglie ad accompagnarlo al mercato e acconsentire ai suoi ordini per eseguire un sacrificio propiziatorio.
Enomao decide di scendere nelle fosse dell'ade, unico posto degno di un «animale senza onore». Ricordando tutta la sua storia che l'ha portato agli altari della gloria nella casa di Batiato, per mano di Tito - padre di Quinto - continua a combattere cercando un valido avversario, in grado di porre fine alla sua vita. Quando l'ora sembra giunta, un manipolo di uomini assale le fosse e lo cattura.
Ilithyia cerca di uccidere Lucrezia, mentre ella è intenta a compiere il sacrificio, paventando la possibile ricomparsa dei suoi ricordi che potrebbero riportarla in una posizione attaccabile. Ma il tentativo è interrotto dall'arrivo alla villa di una vecchia conoscenza dei suoi abitanti. Ashur, sfuggito anch'egli alla strage, torna alla villa e consegna Enomao.
- Ascolti USA: telespettatori 1.301.000 – rating 18-49 anni 0,6%[3]

## Il bene più alto
- Titolo originale: The Greater Good
- Diretto da: Brendan Maher
- Scritto da: Tracy Bellomo

### Trama
I fuggitivi proseguono il loro cammino verso sud, cercando tracce del passaggio di Naevia. Assalito un convoglio di schiavi, Agron e Nasir uccidono la guardia che però svela le sorti della schiava; Agron rivela a Crisso che Naevia è morta, gettando il gallo nello sconforto.
Ashur prova a conquistare la fiducia del legato Glabro, tagliando via dal suo braccio il marchio di Batiato. Avuta una possibilità dal romano, prova a torturare Enomao per sapere dove si nascondono i ribelli. Vista la sua reticenza, viene sobillato da Lucrezia per svelargli il tradimento della moglie con l'amico Gannicus. All'udire queste confessioni Enomao rivela - involontariamente - a Ashur l'intenzione di Crisso di ritrovare la amata.
Agron suggerisce a Spartacus che è saggio spostarsi sul Vesuvio, e muovere verso il porto di Napoli per liberare schiavi guerrieri da aggiungere alla loro causa. Nasir, nonostante la sua infatuazione per Agron, non riesce a tenere il segreto chiesto dal germanico e rivela a Crisso che Naevia, in realtà, è viva e costretta nelle miniere. Ne nasce una rissa che porta alla separazione del gruppo: alcuni schiavi, capeggiati da Aagron, lasciano le ricerche e si muovono verso il Vesuvio; Spartacus e Crisso, con altri guerrieri, si organizzano per entrare nelle miniere e liberare Naevia.
Organizzata l'azione, i gladiatori irrompono nelle miniere e riescono a trovare la giovane, ma vengono sorpresi dalla guardie di Glabro, accompagnate da Ashur, che li fermano e li mettono in fuga. Per permettere a Spartacus di mettere in salvo Naevia, Crisso si sacrifica, con altri galli, per tenere occupate le guardie; ma alla fine viene fatto prigioniero da Ashur.
- Ascolti USA: telespettatori 1.401.000 – rating 18-49 anni 0,7%[4]

## A mani vuote
- Titolo originale: Empty Hands
- Diretto da: Mark Beesley
- Scritto da: Allison Miller

### Trama
Dopo la cattura di Crisso e degli altri galli, Spartacus prova a fuggire con Mira, Naevia e un altro paio di gladiatori. Ma la fuga è rallentata, prima dalla stessa Naevia le cui condizioni non aiutano e poi dalle ferite di Nasir, che costringono i fuggitivi a fare varie deviazioni e ad affrontare i romani in più occasioni.
Glabro è sempre più infastidito dalle attenzioni che Varinio comincia ad avere per sua moglie Ilythia, e ne ha ben donde. Ilythia non ne può più degli atteggiamenti ostili del marito e medita di annullare il suo matrimonio per unirsi con Varinio, pretore come il marito ma di più alto rango; prova a parlarne col padre Albino, ma egli sembra non essere d'accordo.
La giovane Sepia, consigliata da Lucrezia, prova a farsi notare da Varinio, scatenando la gelosia di Ilythia; Sepius comincia a temere le attenzioni che il pretore mostra alla sorella, e viene sobillato da Glabro, intenzionato a sminuire il potere del rivale. Nel contempo, prova a ingraziarsi il collega, mostrandogli la cattura di Enomao, Crisso e gli altri.
Mentre nell'antica casa di Batiato procedono i festeggiamenti in onore di Varinio - festeggiamenti che ricordano i migliori baccanali tenuti dallo stesso defunto Batiato - Ilythia manifesta le sue intenzioni con lo stesso Varinio, che acconsentirebbe all'idea. Lucrezia, per favorire l'amica, prova a convincere il padre di lei, arrivando a sedurlo.
Spartacus riesce infine a giungere alle pendici del Vesuvio, ricongiungendosi con Agron e gli altri: di tutti gli uomini che aveva portato con sé riesce a salvare solo Naevia, Mira e Nasir.
- Ascolti USA: telespettatori 1.471.000 – rating 18-49 anni 0,7%[5]

## Libertus
- Titolo originale: Libertus
- Diretto da: Rick Jacobson
- Scritto da: Aaron Helbing e Todd Helbing

### Trama
Nell'arena di Capua stanno ormai per tenersi le tanto attese esecuzioni di Crisso, Enomao e Rhaskos, ai quali il destino scaglia contro un gruppo di valenti gladiatori incaricati di eseguire la condanna; tra di essi però spicca, con grande esaltazione della folla, la possente figura di Gannicus, un ex gladiatore dell'ormai caduta casa di Batiato; Enomao, nel rivedere la sua vecchia conoscenza, accenna alla verità inerente agli ultimi istanti prima della morte della moglie Melitta, ma prima che Gannicus possa presentare le proprie spiegazioni, Enomao lo attacca.
L'azione si sposta al giorno precedente l'esecuzione; Spartacus, ricongiuntosi col resto dei ribelli, si avvia verso una vecchia dimora nelle vicinanze del Vesuvio, dove incontra un romano di nome Lucio, che, nonostante le avversità iniziali, alla fine offrirà maggiori aiuti possibili ai ribelli come gesto di rivalsa contro quel potere di Roma che, all'epoca del dittatore Silla, aveva determinato la sua rovina; egli inoltre informerà Spartacus sulla sorte toccata ai suoi compagni, informazione che porterà quest'ultimo a organizzare un'ardua missione di salvataggio a favore dei condannati a morte.
Nel frattempo alla casa di Batiato, Ilithia medita sull'aborto del proprio figlio allo scopo di favorire l'unione col desiderato Varinio, intento che verrà tuttavia messo alla luce dal momento che Ashur, tramite Lucrezia, informerà Glabro dei propositi tramati dalla moglie. Nonostante ciò, Ilithia gli affermerà faccia a faccia la sua totale intenzione di sciogliere il matrimonio; intanto in città giunge Gannicus, il quale, ingaggiato dal politico Mercato come boia dell'esecuzione del giorno successivo, ritornerà a combattere nonostante la libertà conquistata anni addietro.
Alla fine giunge il grande giorno; Crisso, Enomao e Rhaskos dalla casa di Batiato vengono condotti all'arena; Spartacus, alla testa di un manipolo di ribelli, si introduce al suo interno dove, insieme a Agron, si traveste da soldato romano per arrivare inosservato fino al campo dell'arena mentre altri suoi compagni, guidati niente meno che da Mira, si infiltrano tra le fondamenta per appiccare il fuoco.
Nel bel mezzo dei combattimenti Rhaskos perde la vita, ma proprio quando gli altri condannati sono sul punto di soccombere, le tribune dell'arena iniziano a cedere in preda alle fiamme dando il via a un caos epocale; Spartacus, affiancato da Agron, si getta nell'azione uccidendo chiunque tenti di fermarlo mentre il panico e il fuoco dilagano in tutta l'arena; alla fine il piano ottiene un buon esito garantendo il salvataggio di Crisso e, con l'aiuto di Gannicus - che durante il combattimento perde il rudio, simbolo della sua libertà - anche di Enomao, ormai privo di sensi in seguito alle ferite riportate in combattimento, dopo di che Spartacus, volgendo un ultimo sguardo alla tanto vissuta arena, l'abbandonerà per sempre nell'incendio che la distrugge.
Tra i romani si contano centinaia di vittime  fra cui il padre di Ilithia, la cui vita verrà però stroncata da Glabro che, per mantenere il matrimonio con Ilithia, le dirà che la sorte del padre è giunta per mano di Spartacus, e che, per questo, gli renderà il maggior conforto proprio come farebbe un marito degno di rispetto; tale situazione condurrà Ilithia a rinnegare l'amore per Varinio gettandosi in disperazione per gli infausti eventi subiti.
- Ascolti USA: telespettatori 1.564.000 – rating 18-49 anni 0,7%[6]

## Libertà di scelta
- Titolo originale: Chosen Path
- Diretto da: Michael Hurst
- Scritto da: Misha Green

### Trama
Dopo aver liberato Crisso e Enomao e aver distrutto l'arena di Capua, Spartacus e gli altri tornano al Vesuvio; Gannicus, spinto dalle condizioni di Enomao, li segue.
Glabro comincia a disporre del patrimonio lasciatogli dal suocero, e mette una taglia su Spartacus. Dopo aver constatato che molti soldati si sono ammutinati per paura di Spartacus, costringe Ashur, che sostiene la netta superiorità dei gladiatori nei confronti dei soldati romani, a combattere contro alcuni suoi fidati per verificare la forza della tanto millantata fratellanza dei gladiatori; Ashur sconfigge tre soldati contemporaneamente e lo convince a lasciargli reclutare uomini selvaggi e combattivi, con la stessa fame dei gladiatori di Spartacus, per formare una squadra speciale sotto il suo comando per proseguire le ricerche.
Mentre Crisso è alle prese con le paure di Naevia e con i ricordi che le inibiscono i sentimenti verso il gallo, Spartacus e Agron cominciano a programmare il futuro, pensando di tornare al progetto originale e recarsi al porto di Napoli per reclutare schiavi guerrieri da aggiungere alla causa. Nel frattempo, si preparano anche le strategie di difesa e addestramento degli schiavi, poco abili, presenti tra le file dei fuggitivi.
Il ritrovamento di Naevia e il salvataggio di Crisso non risolvono l'astio tra quest'ultimo e Agron e questo spinge Gannicus a suggerire a Crisso di abbandonare la causa. Lo stesso liberto parla spesso con Spartacus, il quale vorrebbe che il campione si unisse a loro e li aiutasse nel loro intento. Dopo svariati scontri verbali, e un duello corpo a corpo finito in parità, e dopo aver compreso che non riuscirà mai a ricevere il perdono da parte di Enomao, per la tresca amorosa avuta con sua moglie Melitta, Gannicus decide di lasciare il Vesuvio.
All'ennesimo rifiuto da parte di Sepius di stringere alleanza con Glabro, Ilythia, consigliata da Lucrezia, suggerisce un incontro con la sorella di lui, Sepia, per provare a far pressioni su di lei per convincerlo. La giovane Sepia comprende le intenzioni delle donne e, in un primo momento, rifiuta, poi esaltata dalle lusinghe di Lucrezia e dalle particolari attenzioni che Glabro, per comodo e per ripicca nei confronti della moglie, le concede, accetta e decide di parlare col fratello.
Affrancatosi dalle donne, Glabro porta la squadra di Ashur proprio a casa del giovane, e assiste alla loro prova di forza, ordinando loro l'uccisione del giovane Sepius e di tutti i suoi schiavi.
- Ascolti USA: telespettatori 1.186.000 – rating 18-49 anni 0,6%[7]

## La decisione
- Titolo originale: Sacramentum
- Diretto da: Jesse Warn
- Scritto da: Seamus Kevin Fahey

### Trama
Spartacus, affiancato da Lucio e da Agron, riesce a volgere a buon fine la spedizione ideata contro il porto di Napoli, permettendo la liberazione dei prigionieri di guerra; questi si riveleranno essere tutti di sangue germanico, esattamente come Agron, e al pensiero di unirsi a Spartacus per sopraffare i romani, essi esulteranno dal furore.
Nel frattempo nella città di Capua Gannicus, ritornato dal Vesuvio, assiste a un discorso fatto da Glabro alla cittadinanza, con il quale questi decreta ufficialmente che qualunque schiavo venga colto nell'atto di omaggiare la ribellione verrà punito con una sentenza esemplare, indipendentemente dal rango rivestito dal proprio padrone; per dimostrare quanto specificato, il pretore fa crocifiggere ingiustamente una schiava di Ilithyia con l'accusa di aver esaltato gli schiavi che, secondo le menzogne dedotte da Glabro, avrebbero massacrato Sepio per unirsi alle forze di Spartacus; il tutto si svolge dinnanzi agli occhi di Gannicus, che pochi giorni dopo verrà condotto al cospetto dello stesso Glabro per una proposta da lui avanzata a vantaggio di Gannicus: unirsi al suo esercito in cambio della libertà e della gloria, scelta che verrà però presa in scarsa considerazione.
La tanto sperata alleanza fra le unità di Glabro e quelle di Sepio è ormai confermata tramite giuramento, ma nel frattempo Ilithyia comincia a soffrire degli atteggiamenti impetuosi del marito di fronte alle circostanze, e allo stesso tempo, come aggiunta ai propri fardelli, quest'ultimo offre accoglienza a Sepia all'interno della villa di Batiato, innescando le gelosie di Ilithyia. Lucrezia, notando i patimenti afflitti all'amica, diverrà quindi artefice di una tattica che, come fine, prevederà la morte di Glabro; per riuscire ad assemblare ciò, innanzitutto cercherà di indurre Gannicus a stroncare la vita di Glabro di modo che Spartacus non abbia più motivo di vendicarsi per la morte della sua amata, e porre così fine alla guerra da lui provocata; nel frattempo Ilithyia, inscenando un messaggio divino con l'aiuto di Lucrezia, convince Glabro a farla partire alla volta di Roma, e prima di intraprendere tale viaggio Lucrezia la metterà al corrente del destino di Glabro in modo che venga liberata dagli asti del marito, oltre all'intenzione di accusare e far giustiziare Gannicus per omicidio. Ma proprio quest'ultimo alla fine rapirà Ilithyia, straziando brutalmente la guardia a lei assegnata, il tutto col proposito di mostrare a Glabro la sua decisione riguardo alla sua proposta.
Intanto, fra i ribelli, i dissidi che separano gli uomini di Spartacus dai guerrieri germanici iniziano a intensificarsi; questi ultimi infatti, oltre che selvaggi si mostrano incoscienti e ingrati. Tutto ciò sfocerà persino in una rissa che si concluderà con l'uccisione da parte di Spartacus di Sedulus, un arrogante germanico che ha aggredito e tentato di violentare Naevia scatenando le ire di Crisso. In questo modo Spartacus li avverte che, se mostreranno indifferenza e ritegno al valore esistente tra i fratelli, allora è meglio che se ne vadano in quanto indegni di appoggiare la causa; per tutta risposta i germanici, sotto l'esempio di Agron, si pentono del disonore compiuto promettendo la loro più alta dedizione nei confronti di Spartacus nella lotta contro Roma.
- Ascolti USA: telespettatori 1.246.000 – rating 18-49 anni 0,7%[8]

## La resa dei conti
- Titolo originale: Balance
- Diretto da: Chris Martin-Jones
- Scritto da: Jed Whedon

### Trama
Gannicus consegna Ilithyia nelle mani di Spartacus di modo che egli riesca a sottrarle la vita come marchio di pareggio contro Glabro, le cui azioni determinarono la morte dell'amata moglie; quest'ultimo intanto, a differenza di Lucrezia, non sembra dimostrare la benché minima preoccupazione inerente alla sorte della moglie, mostrando di fatto la maggiore attenzione sia verso la propria reputazione in senato sia verso Sepia, con la quale nel frattempo ha già instaurato una relazione amorosa.
Spartacus conduce Ilithyia al nascondiglio dei ribelli e nel momento in cui sta per dissetare il suo ardore vendicativo, Ilithyia, in preda alla disperazione e al terrore, gli confessa un'imprevedibile verità: il figlio che porta in grembo appartiene in realtà a Spartacus, poiché frutto di quell'accoppiamento che Lucrezia ideò per l'umiliazione di Ilithyia che doveva pertanto giacere con Crisso mentre Spartacus con Licinia (vedi episodio 9 di Sangue e Sabbia), Spartacus, di fronte a tale rivelazione, esita nell'uccidere Ilithyia, consapevole che privando della vita anche il suo stesso figlio, sarebbe diventato pari a Glabro e quindi un uomo che sua moglie avrebbe fortemente disprezzato; Mira, per liberare Spartacus dal fardello morale che l'affligge, tenta l'uccisione di Ilithyia ma verrà tuttavia fermata appena in tempo da Spartacus.
Alcuni giorni dopo al cospetto di Glabro giunge Lucio per la proposta di una trattativa con Spartacus e cioè il rifornimento di armi e armature, necessario ai ribelli, in cambio della riconsegna della moglie. L'accordo viene accettato, Glabro si recherà al luogo d'incontro innanzi a Spartacus e alcuni ribelli selezionati tra cui Gannicus, disposto a contribuire per la causa in cui Enomao crede, ma al momento decisivo Glabro fa scattare una trappola scagliando Ashur e la sua unità contro i ribelli, nel bel mezzo dello scontro creatosi intervengono Mira e Lucio con colpi di freccia, ma alla fine Spartacus sarà costretto alla ritirata con l'avanzare dei rinforzi di Glabro mentre Lucio rimarrà ucciso dall'Egiziano appartenente alla guardia di Ashur.
Spartacus, considerando ormai l'inutilità di Ilithyia, l'abbandona in una boscaglia dove, prima di concederle la liberà, le conferma il fatto che le ha risparmiato la vita poiché considerata insignificante per Glabro, accecato più dal desiderio della disfatta del suo odiato rivale che da un amore vero e sincero nei suoi confronti e che, nonostante la libertà concessale, nutrirà per sempre profondo disprezzo verso di lei.
Lucrezia intanto scopre che dietro la dipartita di Sepio si cela in realtà Glabro, rivelazione che verrà da essa messa in luce a Sepia con grande sgomento della giovane.
- Ascolti USA: telespettatori 1.101.000 – rating 18-49 anni 0,5%[9]

## Mostri
- Titolo originale: Monsters
- Diretto da: TJ Scott
- Scritto da: Brent Fletcher

### Trama
Dopo aver lasciato Ilithyia nel bosco, Spartacus torna al tempio, e nota che i suoi alleati non vanno del tutto d'accordo fra loro. Egli decide quindi di iniziare un torneo di lotta a coppie, formate ognuna da due persone con caratteri contrastanti. Intanto Ilithyia torna da Glabro, il quale, dopo averla fatta visitare e curare, esprime tutto il suo ripudio e odio verso di lei. Spartacus, mentre si svolge il torneo, confessa a Mira che l'amore che prova per lei non sarà mai grande tanto quanto quello che provava per Sura. Alla villa, saputo il rapimento di Ilithyia da parte di Gannicus tramite Sepia, arriva Varinio, il quale comunica a Glabro che, per il troppo tempo impiegato nella cattura di Spartacus, le redini del comando di essa vanno allo stesso Varinio. Più tardi Sepia si reca da Glabro, motivata da Lucretia a eliminare quest'ultimo per vendicare l'omicidio del fratello Sepio, ma, dopo averlo colpito con un vaso e sul punto di ucciderlo con un pugnale, arriva Ilithyia che, precedentemente d'accordo con Lucretia, uccide Sepia, riacquistando così l'amore e la fiducia di Glabro. Varinio, avendo preso il comando, avanza verso il tempio dove si trova Spartacus, ma invece di cogliere il trace impreparato come sperava, viene lui stesso colto impreparato da un attacco dei ribelli, e viene da loro catturato. Arrivati al tempio, Spartacus chiede a Varinio dove si possa trovare Glabro, ma proprio in quel momento dall'alto cadono delle pietre infuocate sparate dalle catapulte di Glabro, che non aveva per nulla gradito la sfiducia da parte del Senato riguardo alla cattura di Spartacus. Una di queste pietre però, colpisce Varinio, intento a lottare con Crisso. Gli schiavi, quindi, colti di sorpresa, si recano verso una galleria sotterranea, che porta direttamente alla foresta in caso di un attacco a sorpresa da parte dei romani. Glabro, però, intuisce dove la "galleria" possa sbucare, e attacca i ribelli nella foresta, i quali però riescono a fuggire sulla cima del Vesuvio. Glabro, pur sapendo il danno inflitto a Spartacus, non intende attaccarli direttamente sul Vesuvio, bensì aspetta che Spartacus e i suoi alleati, colpiti dalla fame e dalla sete, scendano autonomamente dal loro momentaneo "rifugio", per poi poterli sterminare tutti.
- Ascolti USA: telespettatori 1.347.000 – rating 18-49 anni 0,7%[10]

## L'ira degli dei
- Titolo originale: Wrath of the Gods
- Diretto da: Jesse Warn
- Scritto da: Steven S. DeKnight

### Trama
Le forze di Spartacus sono ormai arretrate alle cime del Vesuvio, completamente circondati da invasori romani ambiziosi di massacrare una volta per tutte l'ultima speranza ribelle attraverso la sua attuale debolezza: la fame e la sete, a cui la parte più alta del Vesuvio sembra non concedere loro sollievo; per questo motivo condurrà un drappello di guerrieri germanici a un assalto verso le pattuglie romane per una disperata quanto necessaria avanzata verso una postazione più favorevole. Ma l'imboscata non avrà buon esito, dal momento che, nonostante il discreto inizio, essa verrà stroncata dall'intervento di Ashur e dell'Egiziano, i quali verranno a loro volta ostacolati dall'arrivo di Spartacus, giunto in aiuto dei germanici. Nel furore dello scontro Mira viene gravemente ferita e per salvarla i ribelli si ritirano nuovamente sulle alture del Vesuvio, dove Spartacus tenterà di soccorrere Mira. Ormai però è troppo tardi: la sua amata ha lasciato il mondo dei vivi. Nel frattempo la vicenda si sposta verso quella che una volta fu la postazione segreta dei ribelli, attualmente occupata da Glabro, nella quale si trova Ashur che, con i suoi maestosi combattenti, aspira, dopo la cattura di Spartacus, all'apertura di una grande palestra, grazie alla quale conseguire grandi fortune. Ilithyia, ormai in procinto di partorire, viene spedita alla villa, assistita dalla fida Lucretia. La grande ambizione di Ashur non sarà soddisfatta, dal momento che Glabro, venuto a conoscenza del furto del bracciale di Sepio, lo ritiene il movente del tentato omicidio attuato da Sepia, di conseguenza lo priverà della fiducia dei suoi combattenti che gli si ritorceranno contro, non riconoscendolo più come padrone. A questo punto Glabro architetta una strategia: allo scopo di catturare Spartacus, manderà Ashur verso la postazione dei ribelli per un accordo tramite il quale costoro avranno salva la vita, benché piegata alla schiavitù, in cambio della consegna di Spartacus. L'accordo, com'era prevedibile, non verrà accolto con benevolenza dai ribelli che a titolo di forte e sentito rifiuto verso Glabro, invieranno niente meno che la testa mozzata di Ashur, ucciso in duello da Neavia come segno di riscatto verso un passato intriso di debolezze e abusi sessuali.
Spartacus comprende che è giunto oramai il tempo di contrattaccare l'esercito di Glabro e persuade i propri compagni del fatto che, anche se moriranno in battaglia, almeno moriranno con la consapevolezza di aver già conquistato una fiera e valorosa libertà. Così, col ruggito di una tempesta e l'oscurità della notte ad affiancarli, Spartacus, Crisso, Agron e Gannicus scendono furtivamente verso l'accampamento romano dove, servendosi delle catapulte, inizieranno a incendiare e a seminare caos fra i romani; l'incendio provocato darà il segnale al resto dei ribelli capeggiati da Enomao che si gettano alla carica contro i nemici.
L'azione si sposta alla villa Batiato dove Ilithyia attende con sofferenza la nascita del proprio figlio, ma un evento inaspettato sta per sconvolgere il suo animo; Lucretia infatti, perduta ormai la ragione, riuscirà non solo ad agevolare la nascita del neonato di Ilithyia, ma addirittura a rapirlo, con il macabro intento di ucciderlo, in omaggio a Batiato, il marito che in vita non conobbe mai la felicità paterna. Intanto al Vesuvio infuria la battaglia; Enomao, riconoscendo in combattimento l'Egiziano, causa della perdita dell'occhio sinistro, si avventa su di lui ma verrà ferito a morte dinanzi allo sguardo di Gannicus che, con ardore vendicativo, riuscirà a uccidere l'Egiziano e ad assistere l'amico nei suoi ultimi istanti di vita, nei quali riceverà il perdono per la relazione amorosa con Melitta. Dopodiché Enomao, il grande maestro di gladiatori, spira. Da questo momento la storia è colma di tensioni, Spartacus fa arretrare l'esercito romano verso la postazione di Glabro dando inizio all'ultimo duello con lui, mentre Ilithyia, debilitata dal parto, tenta invano di fermare Lucretia: la donna si getta insieme al bambino nel dirupo della villa e a Ilithyia non resterà altro che cadere a terra priva di vita. Ormai l'evento cruciale sta per compiersi: Spartacus ha la meglio su Glabro ma questi, prima che gli venga inferto il colpo di grazia, informerà Spartacus che la forza di Roma non si fermerà finché lui non verrà ucciso; Spartacus ripensa alle sofferenze scaturite da Glabro e con un colpo netto mette fine alla vita del suo rivale. La guerra contro Roma non è però affatto conclusa. Altre legioni giungeranno per reprimere la ribellione, ma Spartacus, armato di valore e determinazione, griderà ai ribelli che se anche quanto espresso da Glabro è vero, loro saranno pronti per affrontare la famosa forza di Roma. I ribelli inneggiano a Spartacus e anche Gannicus abbraccia la causa del trace.
- Ascolti USA: telespettatori 1.450.000 – rating 18-49 anni 0,7%[11]